# Алићи (Завидовићи)
Алићи су насељено мјесто у Босни и Херцеговини у општини Завидовићи које административно припада Федерацији Босне и Херцеговине. Према попису становништва из 1991. у насељу је живјело 604 становника.

## Становништво
| Демографија | Демографија | Демографија |
| Година      | Становника  | Становника  |
| ----------- | ----------- | ----------- |
| 1948.       | 144         |             |
| 1953.       | 213         |             |
| 1961.       | 260         |             |
| 1971.       | 324         |             |
| 1981.       | 539         |             |
| 1991.       | 604         |             |